# Toineke
Toineke is een bestuurslaag in het regentschap Timor Tengah Selatan van de provincie Oost-Nusa Tenggara, Indonesië. Toineke telt 2609 inwoners (volkstelling 2010).